# Como Se Tornar o Pior Aluno da Escola (filme)
Como se Tornar o Pior Aluno da Escola é um filme de comédia brasileiro, baseado no livro homônimo escrito pelo comediante stand-up e apresentador Danilo Gentili, que estreou nos cinemas em 12 de outubro de 2017. Dirigido por Fabrício Bittar, roteirizado por Fabrício Bittar, Danilo Gentili e André Catarinacho, e protagonizado por Bruno Munhoz, Daniel Pimentel, Carlos Villagrán e Danilo Gentili, o filme marcou o retorno de Villagrán ao cinema depois de quase 40 anos, já que seu último filme tinha sido El Chanfle em 1979.
Foi produzido pela Clube Filmes,em coprodução com a Warner Bros. e Telecine,sendo distribuído pela Paris Filmes e DT Filmes.
Na véspera de sua estreia, o filme passou a ser investigado pelo Ministério Público de São Paulo por omissão de classificação indicativa, durante divulgação, em desacordo com o Estatuto da Criança e do Adolescente (ECA). Ele foi acusado por parlamentares bolsonaristas de ser uma produção que incita a pedofilia.

## Sinopse
Bernardo (Bruno Munhoz) e Pedro (Daniel Pimentel) se veem divididos entre as obrigações escolares, a necessidade de tirar boas notas e a falta de propósito em cumprir todas as normas de uma escola que adota medidas cada vez mais politicamente corretas graças ao diretor Ademar (Carlos Villagrán). Após momentos de frustração, Pedro encontra no banheiro do colégio um diário contaminado com dicas para instaurar o caos na escola sem ser notado que pertenceu a Danilo, um aluno que colocou a escola em pandemônio 20 anos antes. Juntos, os dois garotos decidem cumprir o manual e quebrar de vez as regras escolares sem serem pegos.

## Elenco
| Ator / Atriz     | Personagem                  |
| ---------------- | --------------------------- |
| Danilo Gentili   | Danilo / O pior aluno       |
| Bruno Munhoz     | Bernardo                    |
| Daniel Pimentel  | Pedro                       |
| Carlos Villagrán | Diretor Ademar              |
| Fábio Porchat    | Cristiano                   |
| Luiggi Vizuso    | Luciano                     |
| Moacyr Franco    | Olavo                       |
| Joana Fomm       | Beth (Profª. de matemática) |
| Rogério Skylab   | Prof. de história           |
| Raul Gazolla     | Prof. de educação física    |
| Marcelo Rafael   | Segurança                   |
| Jerusa Franco    | Mãe do Pedro                |
| Hugo Lima        | Calouro                     |

## Produção
No dia 5 de maio de 2012 foi anunciado que a produtora Clube Filmes, em conjunto com Danilo Gentili e o diretor Fabrício Bittar, faria uma adaptação ao cinema do livro Como se Tornar o Pior Aluno da Escola de Gentili. O livro é baseado na experiência escolar que Gentili teve durante sua vida escolar; 78 assinaturas no livro negro, 12 suspensões e uma expulsão. Fabrício Bittar vai dirigir, e o roteiro terá colaboração do próprio Gentili. No dia 10 de outubro, o filme ganhou um teaser que homenageia o dia dos professores.
No dia 8 de dezembro de 2015, durante o painel da Warner Bros. na CCXP 2015, o humorista e apresentador Danilo Gentili foi o convidado do estúdio para anunciar que seu livro Como se Tornar o Pior Aluno da Escola será adaptado para os cinemas. "Hoje em dia está tudo muito certinho. Os jovens parecem velhos. Queremos relembrar dos filmes da década de 1980 que passavam na Sessão da Tarde. Nos inspiramos em Curtindo a Vida Adoidado e longas do tipo". O projeto será uma coprodução da Warner com a Paris Filmes, com Gentili colaborando no roteiro e direção de Fabrício Bittar. Ele revelou ainda que o livro também será adaptado para os quadrinhos, numa publicação da Panini Comics. Ainda não há mais detalhes disponíveis.

No dia 1 de fevereiro de 2016, foi anunciado que o filme terá Carlos Villagrán, mais conhecido como o Quico de Chaves, como antagonista. Na época o filme tinha previsão começar a ser rodado em junho do mesmo ano e de estreia para janeiro de 2017. No dia 5, em entrevista ao site Música e Cinema, Danilo falou sobre sobre a escolha de Villagrán para o papel: 
| “ | Pra ser o vilão do filme cogitamos o Quico (Carlos Villagrán), pois a gente quer fazer um filme diferente, com uma cara diferente, as comédias nacionais estão sempre com a mesma cara e quisemos trazer alguém que fosse diferente. Estamos fazendo o filme que queríamos assistir com o ator que gostamos de assistir... A ideia de trazer o Quico é que ele fala com muitas gerações, ele fala com a minha geração, com a geração depois da minha, com a minha mãe e, ao mesmo tempo que ele mantém essa popularidade, ele é uma figura cultuada e também acho que todo mundo vai ter curiosidade para ver o filme. Acredito que ele é um trunfo, pois é uma figura cult. | ” |

 O comediante falou também sobre como surgiu a ideia do filme: 
| “ | Até hoje tenho mesmo anotações de coisas que eu fazia na escola e transformei isso em livro, em um manual e aí o diretor Fabrício Bittar viu e entrou em contato comigo, disse que tinha uma ideia de fazer um filme de escola e o meu livro tinha muita coisa pra ser usada”, e também falou sobre a trilha sonora do filme: “Vai ser a Banda Calypso, depois vai ser só pagode [risos]. Não, é o seguinte, eu e o Fabrício temos um gosto musical muito parecido e quando falamos no filme, pensamos nas mesmas músicas. Tem um teaser, que a gente apresentou na Comic Con, em que a música é do Twisted Sister, "We're Not Gonna Take It", que pode ser uma das principais do filme, então só por essa música você já vê qual é a pegada. A gente quer rock n' roll dos anos 70 e 80. | ” |

Em 25 de julho, Danilo Gentili anunciou que o filme terá um jovem descoberto nas redes sociais como um dos protagonistas. Bruno Munhoz, de 12 anos, foi descoberto depois que Gentili publicou em suas redes sociais um convite para os testes de elenco. Mais de mil inscrições foram feitas e, desse número, 50 nomes foram chamados, entre atores profissionais e seguidores. Munhoz mostrou grande desenvoltura no teste e acabou escolhido como um dos protagonistas. Na época o filme tinha previsão para começar as filmagens em agosto.

No dia 5 de agosto foi divulgado que o mexicano Carlos Villagrán estava tendo aulas de português desde o início de fevereiro para poder interpretar seu personagem. No dia 22, após Joana Fomm fazer um post no final de julho em uma rede social falando que sentia falta e precisava trabalhar, pois estava precisando de dinheiro para se sustentar, o apresentador publicou uma foto no Instagram ao lado da atriz, mostrando os bastidores do longa e confirmando que ela estará no filme. No dia 23, Danilo falou mais sobre o filme: 
| “ | O filme foi muito baseado na Sessão da Tarde, naquela época em que se fazia filmes para diversão, sem cagar regra. É o primeiro que realmente adaptei e caprichei muito no projeto. Fiz cinco roteiros antes de chegar ao final. Já colaborei em outros filmes, mas nem fui creditado em alguns. | ” |

 Também falou sobre Villagrán: 
| “ | Ele vai ser o antagonista do filme, vai ser o diretor do colégio. Quando a gente anunciou que ele estaria no elenco, todo mundo adorou. É um desafio para o Carlos. Ele faz o mesmo papel há 40 anos, nunca vimos ele fazendo outra coisa. Até brinco que os brasileiros já decoraram as falas dele. Ele ainda está falando com sotaque, mas já estamos trabalhando nisso | ” |

 e também sobre Fomm: 
| “ | Ela vai ser uma professora de matemática. A personagem dela, inclusive, é bem importante. Toda a história se desenrola por causa dela. Quando ela fez o desabafo, estávamos procurando uma atriz para o papel. Então tudo se encaixou | ” |

 e por fim, sobre o protagonista Bruno Munhoz: 
| “ | Ele apareceu no meu Facebook falando que queria fazer parte do filme. Fizemos uma seleção e escolhemos ele. Bruno mandou muito bem, ele é autêntico e tem tudo a ver com o filme”. | ” |

No dia 31, foi divulgado que as filmagens haviam oficialmente iniciadas em São Paulo, junto com a sinopse que dá mais detalhes sobre o filme, além de Bruno Munhoz, Daniel Pimentel foi anunciado com um dos protagonistas, Joana Fomm, Raul Gazolla, Moacyr Franco, Rogério Skylab e Danilo Gentili também estão no elenco. Fabrício Bittar dirige o filme, Danilo Gentili e André Catarinacho são os responsáveis pelo roteiro. As filmagens tinham previsão para se estender até o fim de setembro, e o lançamento para o primeiro trimestre de 2017.
No dia 5 de outubro, Danilo Gentili cortou profundamente o dedo e ficou com o olho roxo depois de filmar cenas de luta do filme; os golpes foram aplicados pelo ator Daniel Pimentel, que gravava as cenas com o humorista na suíte presidencial de um hotel em São Paulo. Os atores Raul Gazola, Rogério Skylab e Joana Fomm também estavam no set. O incidente rendeu dois pontos e uma marca no rosto de Gentili, que teve de usar maquiagem para seguir com as filmagens. No dia 17, o filme ganhou seu primeiro teaser oficial, que brinca com o fato que o filme não deve agradar a crítica e festivais conservadores por conta do tom de humor negro que o filme deve trazer, mas que deve agradar o seu público alvo, que são os jovens estudantes.

No dia 16 de novembro, o ator e cantor Moacyr Franco falou sobre sua participação no filme: 
| “ | Sou um faxineiro que corrompe os alunos no filme do Danilo e lá eu fiquei muito engraçado. | ” |

 No dia 22, foi divulgado o primeiro cartaz-teaser do filme, que traz a capa de um caderno usado e rabiscado, junto a data de estreia do filme, 6 de abril de 2017. Também foi anunciado que o filme seria uma das atrações da Paris Filmes para a CCXP, que também contaria com a participação de Carlos Villagrán no evento.

No dia 3 de dezembro, durante o painel da Paris Filmes na Comic Con Experience 2016, foi confirmado que Fábio Porchat está no elenco de Como se Tornar o Pior Aluno da Escola. A novidade foi revelada com cenas de bastidores da produção e, apesar do personagem não ter sido divulgado, as roupas indicavam que Porchat poderia fazer um inspetor da escola. Ele também usa um bigode. Além disso, foi mostrada uma cena onde o protagonista encontra um caderno velho, com dicas de como se tornar o pior aluno da escola. Gentili também apareceu no palco e disse que 
| “ | o filme é um convite para essa geração se divertir e parar de cagar regra". | ” |

 No mesmo dia, em entrevista ao UOL no evento, Gentili reclamou do politicamente correto das novas gerações. 
| “ | Essa é a primeira vez que a geração de velho está mais legal que a geração de novos. Os jovens estão mais chatos que os velhos... Então o filme é um convite pra essa geração voltar a se divertir. As coisas podem ser divertidas... Eu acho que durante uns 20 anos, a gente teve um esforço das pessoas deixando tudo chato. A gente ficou refém de uma agenda politicamente correta. Você não pode fazer nada que ofende, não pode fazer nada sobre os coitadinhos. A primeira coisa do filme é: você pode fazer um filme só para ser divertido. | ” |

O humorista também criticou a falta de naturalidade dos atores mirins nacionais, e disse que uma das maiores preocupações no início da produção de Como se Tornar o Pior Aluno da Escola era encontrar os dois garotos para os papéis principais: 
| “ | Adolescente, ator mirim no Brasil é um saco, parece que eles estão fazendo propaganda de margarina". | ” |

 No dia 6, o filme ganhou um novo cartaz que traz Carlos Villagrán, Danilo Gentili, Bruno Munhoz e Daniel Pimentel.
No dia 30 de janeiro de 2017, foi confirmado que Carlos Villagrán retornaria ao Brasil para participar da na primeira edição da CCXP Tour Nordeste, que acontece de 13 a 16 de abril no Centro de Convenções de Pernambuco. O ator esteve presente nos quatro dias do evento para divulgar o filme.
A montagem se iniciou em fevereiro de 2017 e ficou a cargo do montador Bruno Nunes, que já trabalhou como montador em videoclipes e curta-metragens e foi editor durante quase 10 anos do Programa Pânico.
Em maio de 2017 o filme esteve em fase de finalização.

## Recepção da crítica
O filme recebeu críticas geralmente negativas após sua estreia, particularmente por causa das mensagens ofensivas e de algumas de suas piadas, umas consideradas politicamente incorretas, outras consideradas baixas, pouco criativas e de mau gosto (incluindo sátiras com excrementos, pedofilia, pessoas obesas e homossexuais). Por outro lado, a atuação do elenco jovem foi elogiada. 
No agregador de críticas da secão de imprensa do AdoroCinema, que anexou as opiniões e usou uma média aritmética ponderada, o filme tem um índice de aprovação de 1,9/5 calculado com base em 9 comentários dos críticos.
No Cinema com Rapadura, Rogério Montanare avaliou com nota 4/10 e disse que "não é, nem de longe, o pior filme do ano. No entanto, mesmo eu tentando me abster o máximo possível do desgastado moralismo barato, fico com a impressão de que o longa só existe para reforçar e encorajar um infeliz e aterrorizante preceito antigo, aquele que nos espreita a todo momento nos noticiários e nos diz que 'o mundo é dos espertos'".
A redação do Observatório do Cinema disse que "o miolo da narrativa é todo redundante, repetindo sempre as mesmas narrativas, sempre as mesmas ideias, repetindo (...) as mesmas situações, trocando-se apenas a roupagem (muda a traquinagem, muda a piada apelativa...)".
Sendo um filme voltado para o público adolescente, muitas críticas negativas se referiram às mensagens de alusão ao "jeitinho brasileiro" e de "que não é preciso estudar", acrescido de ridicularização do papel da escola na formação dos jovens; além da ridicularização dos jovens mais dedicados ao estudo. Também houve críticas relevantes com relação ao nível das piadas, qualificadas como "sujas, bobas e pouco elaboradas", e da própria atuação de Danilo Gentili. 
Camila Souza, do Omelete, avaliou com nota 2/5 ("regular") e elogiou as cenas envolvendo Carlos Villagrán e Moacyr Franco, bem como a atuação do elenco adolescente principal, mas considerou "questionável" a mensagem do filme de que "não é preciso estudar, que a escola não define como será a sua vida adulta" e "que você não precisa fazer o que te deixa deixar triste ou infeliz, de que a vida adulta é uma completa diversão, em que você faz apenas o que quer". Ela concluiu sua resenha afirmando que o longa "é apenas uma comédia rasa com piadas sexuais e escatológicas que erra quando quer ser mais do que isso. Quem procura esse tipo de humor vai se divertir, do contrário, o filme não tem muito para oferecer".
Karolen Passos, do CinePOP, também elogiou Carlos, Moacyr e o elenco mirim, além de ter mencionado positivamente a utilização de gírias e situações corriqueiras da fase de vida enfrentada pelos protagonistas. Por outro lado, disse que a trama é "completamente politicamente incorreta, o filme ignora por total o combate ao bullying, inclusive, tira sarro disto, além, claro, das diversas cenas em que tal ato é cometido. É recheado de piadas ofensivas e diferente de muitos comediantes que satirizam situações deste gênero com o intuito de realizar uma crítica, Como se Tornar o Pior Aluno da Escola exalta comportamentos contraventores e passa uma mensagem de que está 'tudo bem' ser esse tipo de pessoa". Ela concluiu sua análise dizendo: "É um bom filme para assistir e ser relembrado do motivo de existirem pessoas tão engajadas em combater ações como essas, afinal, ainda existem pessoas e produtores de conteúdo que veem graça em atitudes como as mostradas no filme". A crítica de Karolen gerou uma reação por parte de Danilo (ver subseção "Controvérsias" abaixo).
Marina Galeano, da Folha de S.Paulo, disse que o filme é "muito mais bobo e apelativo e muito menos engraçado" que as produções que o inspiraram (Porky's, Curtindo a Vida Adoidado e The Karate Kid) e que ele "serve unicamente para mostrar [Carlos] Villagrán numa versão diferente da de seu antológico personagem. E talvez para inflar as discussões recentes em torno dos limites da arte. De resto, todo esse besteirol é apenas uma questão de gosto". Ela também apontou que "vale qualquer coisa para transgredir e tentar arrancar risadas da plateia. Qualquer coisa mesmo: diálogos chulos; enxurrada de palavrões; o gemidão do Zap; cenas escatológicas de vômito, mijo na cara e cocô voando pelos ares; piadas sobre minorias, religião e até pedofilia; satirização ao bullying; corrupção de adolescentes e por aí vai".

## Controvérsias
Danilo usou suas redes sociais para incitar ataques a autores de críticas negativas ao filme. Um exemplo foi o site CinePOP, que acusou o diretor de iniciar uma onda de ataques à página.
Num outro caso, o produtor criticou o jornalista Diego Bargas, então da Folha de S.Paulo, por ter conduzido uma entrevista com ele de uma forma que ele considerou tendenciosa. No Facebook, Gentili publicou a íntegra da entrevista, seguida de comentários com prints de posts de Bargas elogiando os ex-presidentes Lula e Dilma Rousseff e o ex-prefeito de São Paulo Fernando Haddad. Como resultado, o repórter foi atacado em suas redes sociais e acabou demitido pelo jornal, que justificou a decisão afirmando que Diego teria "desrespeitado orientação reiterada sobre comportamento nas redes sociais". Segundo nota do diário, "os jornalistas são orientados a evitar manifestar posições político-partidárias e a não emitir nas redes juízos que comprometam a independência de suas reportagens", e a empresa "ofereceu assistência jurídica ao repórter para se defender de ameaças e ilegalidades nas redes sociais".
O comportamento de Danilo e seus seguidores, bem como a decisão do jornal de demitir o repórter, foram criticadas por entidades de classe. Em nota conjunta, o Sindicato dos Jornalistas Profissionais do Estado de São Paulo e a Federação Nacional dos Jornalistas "repudiam veementemente" os ataques ao jornalista e sua demissão, que consideraram atos contrários à liberdade de imprensa e de expressão.

### Investigação do Ministério Público
Desde 11 de outubro de 2017, véspera da estreia do filme, uma ação movida pelo Ministério Público de São Paulo culminou na investigação por omissão da classificação indicativa do filme em parte das peças de divulgação, informação que é assegurada pelo Estatuto da Criança e do Adolescente (ECA).
Foi realizada pesquisa sobre o material de divulgação da classificação indicativa do mencionado longa-metragem, em especial do trailer e do banner, de acordo com o inquérito aberto pelo promotor Eduardo Dias Ferreira. O documento acrescenta: "Em ambos, restou constatado que no local apropriado para inserção da classificação etária recomendada havia a frase 'o pior aluno da escola nunca verifica a classificação indicativa do filme'".
O filme foi avaliado pelo Ministério da Justiça como impróprio para menores de 14 anos, enquanto o trailer recebeu classificação etária de 12 anos.

### Acusação de apologia à pedofilia e censura
No dia 13 de março de 2022, o Secretário da Cultura Mário Frias compartilhou nas redes sociais cenas do filme no qual o personagem "Cristiano" (Fábio Porchat) supostamente faz apologia à pedofilia, incentivando os protagonistas Bernardo e Pedro a se masturbarem para ele. Tal cena recebeu diversas críticas, principalmente de políticos ligados ao Governo do Brasil. A repercussão fez com que a obra ficasse no Top 10 de filmes mais vistos da Netflix.
Danilo Gentili, co-roteirista do filme, e Fábio Porchat, que participa da cena, comentaram a repercussão do caso. Gentili mencionou que "o filme vilaniza a pedofilia", enquanto Porchat disse:
"Como funciona um filme de ficção? Alguém escreve um roteiro e pessoas são contratadas para atuarem nesse filme. Geralmente o filme tem o mocinho e o vilão. O vilão é um personagem mau. Que faz coisas horríveis. O vilão pode ser um nazista, um racista, um pedófilo, um agressor, pode matar e torturar pessoas... O Marlon Brando interpretou o papel de um mafioso italiano que mandava assassinar pessoas. A Renata Sorrah roubou uma criança da maternidade e empurrava pessoas da escada. A Regiane Alves maltratava idosos. Mas era tudo mentira, tá, gente? Essas pessoas na vida real não são assim."— Fábio Porchat
No dia 15 de março, o Ministério da Justiça e Segurança Pública determinou a retirada do filme de quaisquer serviços de streaming. O Grupo Globo, que possui o filme na sua plataforma de streaming Globoplay, comunicou que não cumpriria a decisão por se tratar de censura. A proibição gerou ainda mais interesse do público pelo filme, alcançando a 3ª posição entre os mais assistidos no Brasil na Netflix.
No dia 5 de abril, a Justiça Federal suspendeu a censura do governo ao filme. A juíza Daniela Berwanger Martins, da 7ª Vara Federal do Rio, suspendeu o despacho do Departamento de Proteção e de Defesa do Consumidor (DPDC), que determinou a retirada imediata dos serviços de streaming do suprarreferido filme. A juíza determinou a existência do despacho desnecessária. Isso acontece pois a Secretaria Nacional de Justiça, depois da ordem de retirada do filme do ar, alterou a classificação indicativa do filme para 18 anos.